# Pușkari, Kozeleț
Pușkari (în ucraineană Пушкарі) este un sat în comuna Skrîpciîn din raionul Kozeleț, regiunea Cernihiv, Ucraina.

## Demografie
Componența lingvistică a localității Pușkari
     Ucraineană (97,83%)
     Alte limbi (0,72%)
Conform recensământului din 2001, majoritatea populației localității Pușkari era vorbitoare de ucraineană (97,83%), existând în minoritate și vorbitori de alte limbi.